# Bitiče
Bitiče este o localitate din comuna Litija, Slovenia.